# Barnabás Berzsenyi
Barnabás Berzsenyi né le 12 février 1918 à Kemenesmihályfa et mort le 18 juin 1993 à Osnabrück, est un escrimeur et maître d'armes hongrois. Il a gagné une médaille d'argent par équipe (épée) aux Jeux olympiques de Melbourne en 1956.

## Palmarès
- Jeux olympiques:
  -  médaille d'argent par équipe aux Jeux olympiques de Melbourne en 1956[1]
- Championnats du monde:
  - Championnats du monde d'escrime 1953  médaille d'argent individuelle
  - Championnats du monde d'escrime 1955  médaille de bronze par équipe
  - Championnats du monde d'escrime 1957  médaille d'argent par équipe